# Joseph Bernard (orfèvre)
Pour les articles homonymes, voir Bernard et Joseph Bernard.
Joseph Bernard, né en 1647 à Quimper et mort dans la même ville en 1719, est un orfèvre français.

## Biographie
Joseph Bernard conçut de nombreuses pièces d'orfèvrerie religieuse.
Des documents d'époque confirment qu'il était actif en 1675.
Il a créé plusieurs croix d'argent pour les églises de la région quimpéroise.
On lui doit notamment le reliquaire de Juch et les boîtes aux saintes huiles de Ploaré et de Pont-Croix.

## Hommages
- En Bretagne, au moins seize rues portent son nom[3].

## Source
- Emmanuel Salmon-Legagneur (notice), Les Noms qui ont fait l'histoire de Bretagne, Coop Breizh et Institut culturel de Bretagne, 1997.